# تیم فورسایت
تیم فورسایت (انگلیسی: Tim Forsyth؛ زادهٔ ۱۷ اوت ۱۹۷۳) ورزشکار دو و میدانی اهل استرالیا است.